# 千葉泰胤
千葉 泰胤（ちば やすたね/ 千田 泰胤 ちだ - ）は、鎌倉時代中期の武将。鎌倉幕府御家人。父は千葉成胤または胤綱。系譜上の問題については千葉時胤を参照のこと。

## 概略
北条氏得宗家当主・鎌倉幕府第3代執権・北条泰時より偏諱を受けて泰胤と名乗ったものとみられる。
下総国千田荘を領し「千田」を称し千田氏の祖とされ、また奥州千葉氏の祖ともされる。幼くして千葉氏当主となった甥の頼胤を後見し、娘を頼胤室として領地を継承させた。
頼胤が千葉氏を継いだ当初は、後見人の1人であった同族の千葉秀胤が評定衆に任じられ、頼胤や他の一族を圧倒していたが、宝治合戦で三浦氏に味方した秀胤が滅亡すると、北条氏と縁組を結んでいた泰胤の役割が大きくなった。幼少の当主に代わって後見である泰胤が宝治合戦後の千葉氏武士団の再編成を行い、一族の信仰する神仏の1つに過ぎなかった妙見菩薩を千葉氏宗家および一族の守護神とする「妙見説話」の制作に関わったとする説もある。
将軍の外出への供奉や、犬追物の射手などをつとめたことが『吾妻鏡』に記載される。建長2年（1250年）、将軍近習結番に選ばれる。下総に千田荘や八幡荘などの領地を有したほか、肥前国小城郡の地頭職にも任ぜられた。肥前国小城郡の領地は下総の領地とともには娘婿頼胤に継承され、頼胤の嫡男宗胤を介して小城郡のみ宗胤次男の胤泰へと伝えられ、その後の九州千葉氏の根拠地となった。